# Прушанка-Стара
Прушанка-Стара (пол. Pruszanka Stara) — село в Польщі, у гміні Бранськ Більського повіту Підляського воєводства.
Населення — 105 осіб (2011).
У 1975-1998 роках село належало до Білостоцького воєводства.

## Демографія
Демографічна структура станом на 31 березня 2011 року:
|          | Загалом | Допрацездатний вік | Працездатний вік | Постпрацездатний вік |
| -------- | ------- | ------------------ | ---------------- | -------------------- |
| Чоловіки | 42      | 12                 | 21               | 9                    |
| Жінки    | 63      | 20                 | 26               | 17                   |
| Разом    | 105     | 32                 | 47               | 26                   |